# 야그

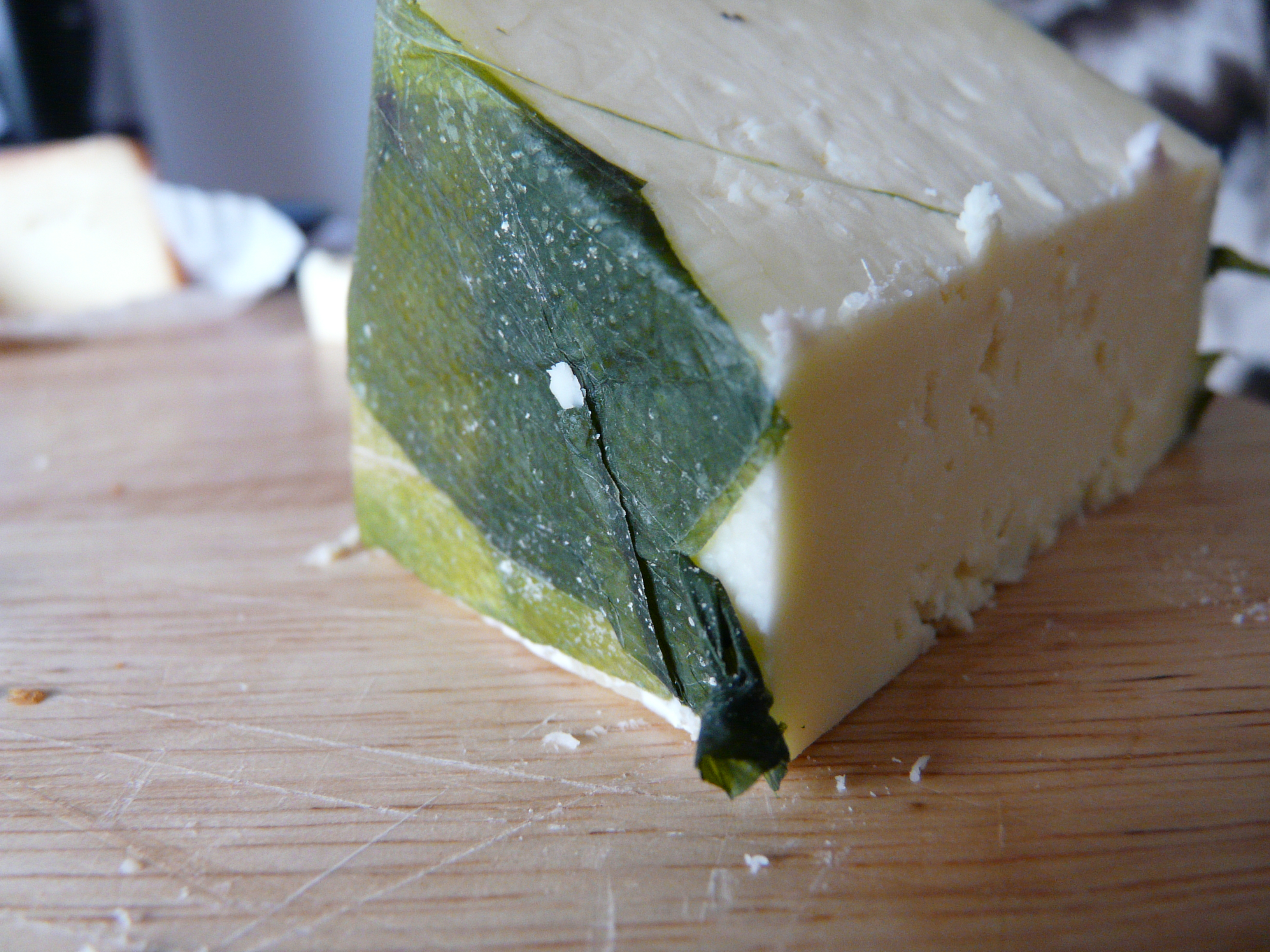

야그(Cornish Yarg)는 영국 콘월에서 생산되는 반경질 우유 치즈이다. 숙성되기 전에 치즈를 쐐기풀 잎으로 싸서 곰팡이가 생기긴 하지만 먹을 수 있는 껍질을 만든다. 질감은 쐐기풀 코팅 바로 아래의 크리미하고 부드러운 것부터 중간에 케어필리 치즈와 같은 부서지기 쉬운 질감까지 다양하다.

## 생산
역사적인 방법에 따라 만들어졌지만 야그는 실제로 1980년대 영국 치즈 제조 르네상스의 산물이며 그 뿌리는 전통적인 영국 영토(British Territorial) 치즈에서 영감을 받았다.
이 치즈는 트루로(Truro) 근처 펜그립 농장(Pengreep Farm)에 있는 린허 데어리 치즈 컴퍼니(Lynher Dairies Cheese Company)에서 캐서린 미드(Catherine Mead), 데인 홉킨스(Dane Hopkins) 및 유관팀이 생산한다. 야그("Yarg")는 단순히 그레이("Gray")를 거꾸로 쓴 것이다. 이 용어은 다락방에서 쐐기풀로 싸인 반경질 치즈에 대한 저바스 마크햄(Gervase Markham)의 1615 레시피를 발견한 진취적인 농부 앨런과 제니 그레이의 이름을 따서 명명되었다. 원래 조리법은 13세기로 거슬러 올라간다고 생각된다.
1984년에 그레이 가족은 치즈 제조로 다양화를 원하는 농부인 마이클과 마가렛 호렐에게 레시피를 판매했다. 미드(Mead)는 1985년에 호렐스(Horrells)와 협력하여 사업 개발을 도왔다. 그녀는 2001년에 펜그립(Pengreep) 농장에 두 번째 유제품을 만들었고 호렐스가 은퇴한 2006년에는 모든 생산이 린허 데어리(Lynher Dairies)로 이전되었다.
야그는 이웃 농장에서 공급되는 저온 살균 우유를 사용하여 만들어진다. 압착 및 소금물 처리 후 쐐기풀을 손으로 코팅한다. 쐐기풀을 사용하면 치즈 외부의 산도가 변경되어 커드가 분해되고 숙성되는 방식에 영향을 미친다.